# Elaine
För andra betydelser, se Elaine (olika betydelser).
Elaine var i keltisk mytologi en ungmö som förälskade sig i sir Lancelot.
I sagorna om kung Artur är hon dotter till kungen i Astolat och dör av brustet hjärta sedan sir Lancelot avvisat henne. I sagorna om den heliga Graal är hon istället dotter till kung Pelles och förför då sir Lancelot och föder hans son Galahad.